# DuO

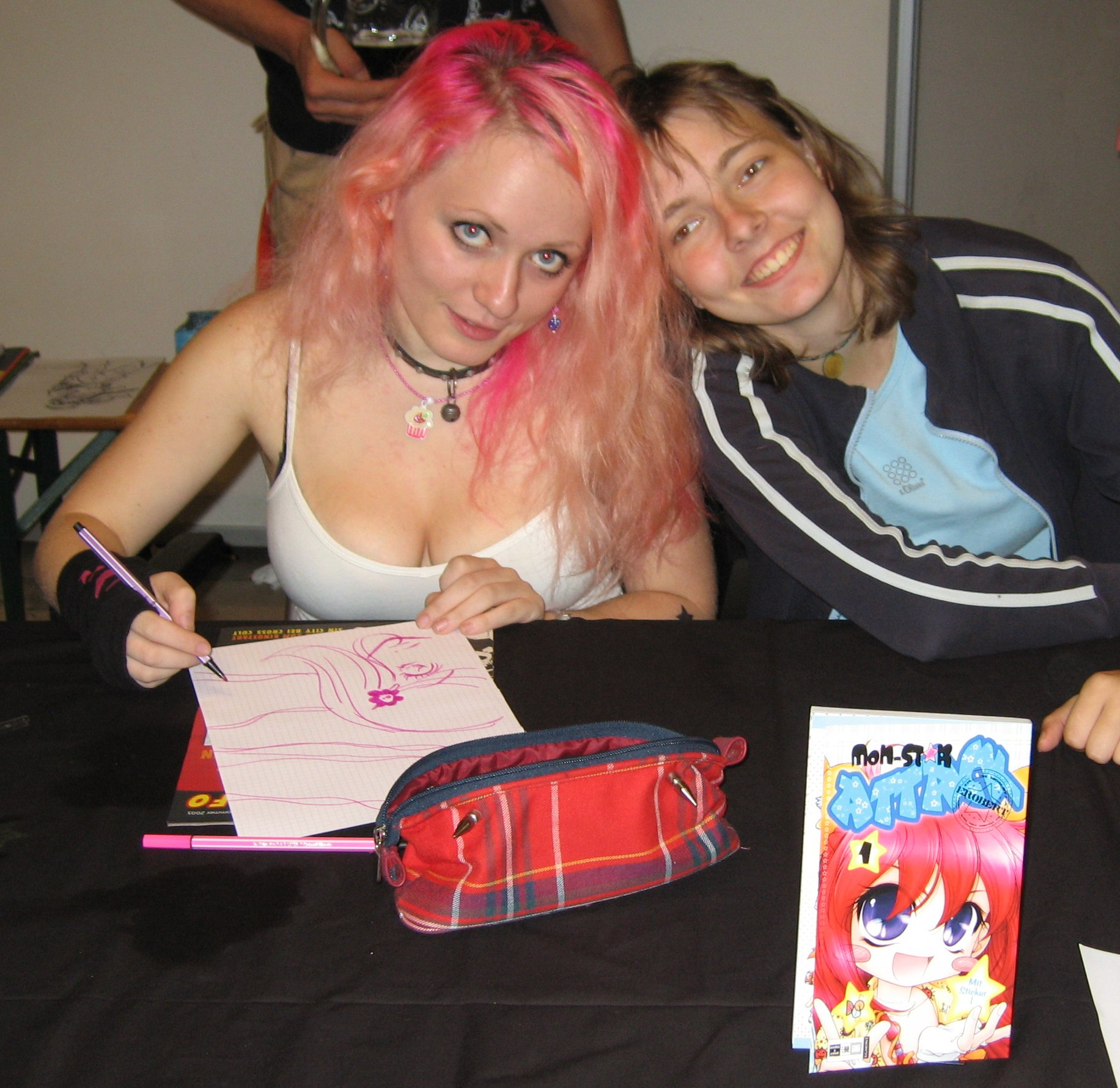
Bei einer Signierstunde in München (2005)

DuO ist der Künstlername der beiden Mangastil-Zeichnerinnen Dorota Grabarczyk (* 11. Mai 1985; Pseudonym Reami ) und Olga Andriyenko (* 14. Oktober 1986; Pseudonym Asu ).

## Geschichte
Nachdem Asu 2003 den „Mangatalente“-Zeichenwettbewerb der Leipziger Buchmesse gewonnen hatte, wurde DuO 2003 von Egmont Manga und Anime unter Vertrag genommen. Ihre Comicserie Mon-Star Attack erschien zunächst in Einzelkapiteln im Manga-Magazin Manga Twister und später auch in zwei Sammelbänden.
Unter anderem veröffentlichte DuO Beiträge im Pferde-Comicmagazin Wendy und entwarf offizielle Logos für eine Stifteserie von STABILO sowie für den COMIC-CAMPUS-Zeichenwettbewerb.
Im Rahmen des Comic-Salons Erlangen 2006 wurden in der Galerie Manga made in Germany auch Illustrationen von DuO ausgestellt.

## Werke
- Rabu Rabu Butabara, 2003
- Mon-Star Attack, 2004
- Indépendent, 2006
- Die beiden Enten und der Frosch in Wilhelm Busch und seine Folgen, 2007